# Schoenolaena tenuior
Schoenolaena tenuior är en flockblommig växtart som beskrevs av Aleksandr Andrejevitj Bunge. Schoenolaena tenuior ingår i släktet Schoenolaena och familjen flockblommiga växter. Inga underarter finns listade i Catalogue of Life.